# Vatnsfirðingar
I Vatnsfirðingar erano un potente clan familiare dell'Islanda tra il XII e il XIII secolo, durante l'epoca dello Stato libero d'Islanda. La loro influenza si estendeva intorno ad Ísafjörður (Islanda nord-occidentale).
Essi giocarono un ruolo minore nella guerra civile islandese, durante l'Epoca degli Sturlungar (1220-1264), rispetto ad altri clan come gli Haukdælir o gli stessi Sturlungar, ed il loro potere svanì gradualmente dopo la firma del Gamli sáttmáli ("Vecchio Patto") e l'annessione dello Stato libero d'Islanda alla Norvegia di re Haakon IV.